# 李薦佳 (崇禎進士)
李荐佳（？—？），號九霞，四川成都府綿州人，明末清初官员。

## 生平
崇祯六年（1633年）癸酉科四川乡试舉人，十三年（1640年）庚辰科進士，礼部观政。